# Neustadt International Prize for Literature

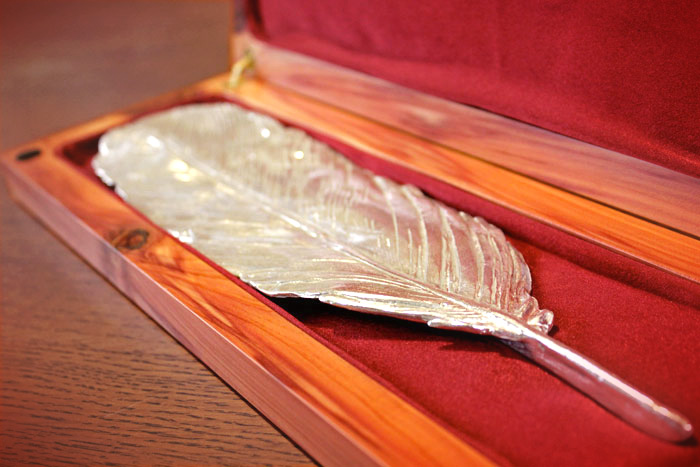

Il Neustadt International Prize for Literature è un premio letterario statunitense, sponsorizzato dall'Università dell'Oklahoma e dalla rivista World Literature Today.  L'estone Ivar Ivask, che collaborava con la rivista nel 1969 ne fu il promotore. Dal 1970 ha premiato diversi importanti autori, alcuni dei quali hanno anche vinto il premio Nobel.
Il primo vincitore è stato Giuseppe Ungaretti, ad oggi l'unico italiano ad averlo ottenuto.
Proprio come il Nobel, non è conferito per un'opera in particolare ma per il lavoro di tutta la vita e può essere assegnato a romanzieri, poeti, drammaturghi e saggisti. Consiste in 50.000 dollari.

## Albo d'oro
| Anno | Nome                     | Paese                   | Lingua     |
| ---- | ------------------------ | ----------------------- | ---------- |
| 1970 | Giuseppe Ungaretti       | Italia                  | Italiano   |
| 1972 | Gabriel García Márquez   | Colombia                | Spagnolo   |
| 1974 | Francis Ponge            | Francia                 | Francese   |
| 1976 | Elizabeth Bishop         | Stati Uniti             | Inglese    |
| 1978 | Czesław Miłosz           | Polonia                 | Polacco    |
| 1980 | Josef Škvorecký          | Cecoslovacchia / Canada | Ceco       |
| 1982 | Octavio Paz              | Messico                 | Spagnolo   |
| 1984 | Paavo Haavikko           | Finlandia               | Finlandese |
| 1986 | Max Frisch               | Svizzera                | Tedesco    |
| 1988 | Raja Rao                 | India / Stati Uniti     | Inglese    |
| 1990 | Tomas Tranströmer        | Svezia                  | Svedese    |
| 1992 | João Cabral de Melo Neto | Brasile                 | Portoghese |
| 1994 | Edward Kamau Brathwaite  | Barbados                | Inglese    |
| 1996 | Assia Djebar             | Algeria                 | Francese   |
| 1998 | Nuruddin Farah           | Somalia                 | Inglese    |
| 2000 | David Malouf             | Australia               | Inglese    |
| 2002 | Álvaro Mutis             | Colombia                | Spagnolo   |
| 2004 | Adam Zagajewski          | Polonia                 | Polacco    |
| 2006 | Claribel Alegría         | Nicaragua / El Salvador | Spagnolo   |
| 2008 | Patricia Grace           | Nuova Zelanda           | Inglese    |
| 2010 | Duo Duo                  | Cina                    | Cinese     |
| 2012 | Rohinton Mistry          | India / Canada          | Inglese    |
| 2014 | Mia Couto                | Mozambico               | Portoghese |
| 2016 | Dubravka Ugrešić         | Croazia / Paesi Bassi   | Croato     |
| 2018 | Edwidge Danticat         | Haiti / Stati Uniti     | Inglese    |
| 2020 | Ismail Kadare            | Albania                 | Albanese   |
| 2022 | Boubacar Boris Diop      | Senegal                 | Francese   |
| 2024 | Ananda Devi              | Mauritius               | Francese   |